# ゴンサロ・ゴンザレス
ゴンサロ・フェデリコ・ゴンザレス・ペレイラ（Gonzalo Federico González Pereyra、1993年10月7日 - ）は、ウルグアイ・ロチャ出身のサッカー選手。ポジションはミッドフィールダー。

## 来歴
2013年にウルグアイ1部のダヌービオでプロデビュー。ダヌービオでは55試合に出場し、最後の出場試合となった2017年12月3日のリーグ最終節ボストン・リーベル戦で唯一のゴールを記録して、1-0での勝利に貢献した。また、この勝利でダヌービオはリーグ4位となり翌年のコパ・スダメリカーナ出場権を獲得した。
2018年以降はアルゼンチン1部のアルセナル・デ・サランディ、ギリシャ・スーパーリーグのアポロン・スミルニFC、ウルグアイ1部のCAフベントゥ・デ・ラス・ピエドラスと短期間でクラブを転々とする。
2020年からアルビレックス新潟へ加入した。2021年12月3日、契約満了による退団が発表された。

## Jリーグでの個人成績
| 国内大会個人成績 | 国内大会個人成績 | 国内大会個人成績 | 国内大会個人成績 | 国内大会個人成績 | 国内大会個人成績 | 国内大会個人成績 | 国内大会個人成績 | 国内大会個人成績 | 国内大会個人成績 | 国内大会個人成績 | 国内大会個人成績 |
| 年度             | クラブ           | 背番号           | リーグ           | リーグ戦         | リーグ戦         | リーグ杯         | リーグ杯         | オープン杯       | オープン杯       | 期間通算         | 期間通算         |
| 年度             | クラブ           | 背番号           | リーグ           | 出場             | 得点             | 出場             | 得点             | 出場             | 得点             | 出場             | 得点             |
| 日本             | 日本             | 日本             | 日本             | リーグ戦         | リーグ戦         | リーグ杯         | リーグ杯         | 天皇杯           | 天皇杯           | 期間通算         | 期間通算         |
| ---------------- | ---------------- | ---------------- | ---------------- | ---------------- | ---------------- | ---------------- | ---------------- | ---------------- | ---------------- | ---------------- | ---------------- |
| 2020             | 新潟             | 16               | J2               | 12               | 0                | -                | -                | -                | -                | 12               | 0                |
| 2021             | 新潟             | 16               | J2               | 7                | 0                | -                | -                | 2                | 0                | 9                | 0                |
| 通算             | 日本             | 日本             | J2               | 19               | 0                | -                | -                | 2                | 0                | 21               | 0                |
| 総通算           | 総通算           | 総通算           | 総通算           | 19               | 0                | -                | -                | 2                | 0                | 21               | 0                |

## タイトル
ダヌービオFC
- プリメーラ・ディビシオン: 2013-14